# Otto Liebknecht
August Wilhelm Otto Eduard Liebknecht (* 13. Januar 1876 in Leipzig; † 21. Juni 1949 in Berlin) war ein deutscher Chemiker. Er entwickelte unter anderem ein erfolgreiches Verfahren zur Herstellung des Bleichmittels Natriumperborat. Als Chefchemiker des Unternehmens Degussa machte Liebknecht mit insgesamt 58 Patenten auf synthetische Verfahren auf sich aufmerksam. Folglich wurde er auf eine Professur an der Universität Berlin berufen und war in Forschung und Lehre ein bekannter Vertreter des Fachs organische Chemie während der ersten Hälfte des 20. Jahrhunderts.
Bedingt durch Liebknechts familiäre (prominent-sozialistische) Herkunft und seine damit zusammenhängende indirekte Eingebundenheit in die gesellschaftspolitisch wechselnden Perioden seiner Lebenszeit in Deutschland (Kaiserreich, Republik, NS-Diktatur, Krieg und Besatzungszeit) blieb er allerdings von damit verbundenen Brüchen in seiner Karriere nicht verschont.

## Leben

### Herkunft und Studium (bis 1900)
Otto Liebknecht war der Drittgeborene von fünf Söhnen des Sozialisten und SPD-Mitbegründers Wilhelm Liebknecht und seiner zweiten Frau Natalie (geb. Reh). Anders als sein Vater und seine beiden älteren Brüder, der 1919 ermordete KPD-Mitbegründer Karl Liebknecht und der letzte USPD-Vorsitzende Theodor Liebknecht, wurde Otto Liebknecht nicht parteipolitisch aktiv, wenngleich auch er viele Jahre SPD-Mitglied war und sich außerhalb der Parteipolitik für die Arbeiterbewegung auf betrieblicher Basis einsetzte. Er promovierte 1899 bei Arthur Rosenheim an dessen privatem Wissenschaftlich-chemischen Laboratorium Berlin N mit einer Arbeit Über Sauerstoffsäuren des Jods. Seine Parteimitgliedschaft erschwerte ihm zunächst eine wissenschaftliche Karriere in der wilhelminischen Ära des Deutschen Kaiserreichs. Um die Jahrhundertwende war es für Sozialdemokraten angesichts der zu jener Zeit vorherrschenden antisozialdemokratischen Sammlungspolitik der Monarchie nicht leicht, in der naturwissenschaftlich-akademischen Laufbahn des gehobenen Dienstes Fuß zu fassen.

### Karriere und Forschung bei Degussa (1900 bis 1925)
Es dauerte etwa ein Jahr, bis Liebknecht im Juli 1900 eine Anstellung im Forschungslabor der Deutschen Gold- und Silber-Scheideanstalt (Degussa) in Frankfurt am Main erhielt, wo er sich beispielsweise mit einem Verfahren zur Darstellung und Reinigung von Indigo beschäftigte. In naturwissenschaftlichen Kreisen bekannt wurde Liebknecht jedoch vor allem durch seine Forschung hinsichtlich der Herstellung von Natriumperborat, einem selbsttätigen Bleichmittel. Zwar hatte der Franzose François Jaubert bereits neun Monate vor ihm ein Patent hierzu angemeldet, jedoch entwickelte Liebknecht ein effektiveres und erfolgreicheres Synthese-Verfahren, das seiner Arbeitgeber-Firma zu langfristigem Erfolg verhalf. Mit der Entwicklung dieses Verfahrens gilt er als einer der Erfinder des Waschmittels Persil® (abgeleitet aus Perborat-Silikat als Verbindung zwischen dem Bleichmittel Natriumperborat und dem Schmutzlöser Natriumsilikat). Dieses bis in die Gegenwart bekannte Produkt wurde 1907 als erstes selbsttätiges Waschmittel vom Düsseldorfer Unternehmen Henkel auf den Markt gebracht.
Trotz seiner herausgehobenen Position in der Degussa setzte er sich auch für die Interessen der weniger privilegierten Betriebsbelegschaft ein und wurde 1920 nach den gesellschaftspolitischen Veränderungen infolge des Endes des Ersten Weltkriegs und der Gründung der Weimarer Republik zum Vorsitzenden des ersten Betriebsrats der Degussa gewählt.

### Wechselvolle Jahre in Berlin (1925 bis 1949)
Im Jahr 1925 kam es zum Bruch mit der Degussa. Auseinandersetzungen mit der Firmenleitung führten zu einem gerichtlich ausgetragenen Konflikt um die Qualität seiner Arbeit, der nach seiner Kündigung mit einem Vergleich endete. Liebknecht zog nach Neubabelsberg bei Berlin in eine Villa nahe am Griebnitzsee. In Berlin arbeitete er von 1925 bis 1939 als Chefchemiker der Permutit AG. Zwischen 1931 und 1935 lehrte er zusätzlich an der späteren Humboldt-Universität Berlin Unter den Linden. Ab 1943 wurde er als freier wissenschaftlicher Berater der Essener Th. Goldschmidt AG tätig.
Während der Diktatur des Nationalsozialismus wohnte Otto Liebknecht mit seiner Ehefrau Elsa (geb. Friedland) bis 1945 weiterhin in seinem Haus am Griebnitzsee. Dass er und seine Frau trotz der jüdischen Herkunft seiner Frau die antisemitische NS-Herrschaft relativ unbeschadet überstanden, dürfte Liebknechts Verdiensten, auf die die Nationalsozialisten kaum verzichten konnten, und seiner Bedeutung als Chemiker geschuldet sein. Gleichwohl wurde er von den politischen Machthabern aufgrund seiner prominenten sozialistischen Herkunftsfamilie bzw. seinen noch lebenden, sich teilweise im Exil befindenden Verwandten – etwa dem 1933 in die Schweiz emigrierten Bruder Theodor, seinem seit 1931 in der Sowjetunion lebenden Sohn Kurt oder dem Neffen Robert (Sohn Karl Liebknechts, der sich als Künstler einen Namen gemacht hatte) – misstrauisch beäugt und mehrfach von der Gestapo verhört. Seine Lehrtätigkeit wurde ihm 1935 untersagt. Erst nach dem Zweiten Weltkrieg mussten die Liebknechts ihr Haus verlassen, da die sowjetische Besatzungsmacht alle Villen rund um den Griebnitzsee für eigene Zwecke requirierte.

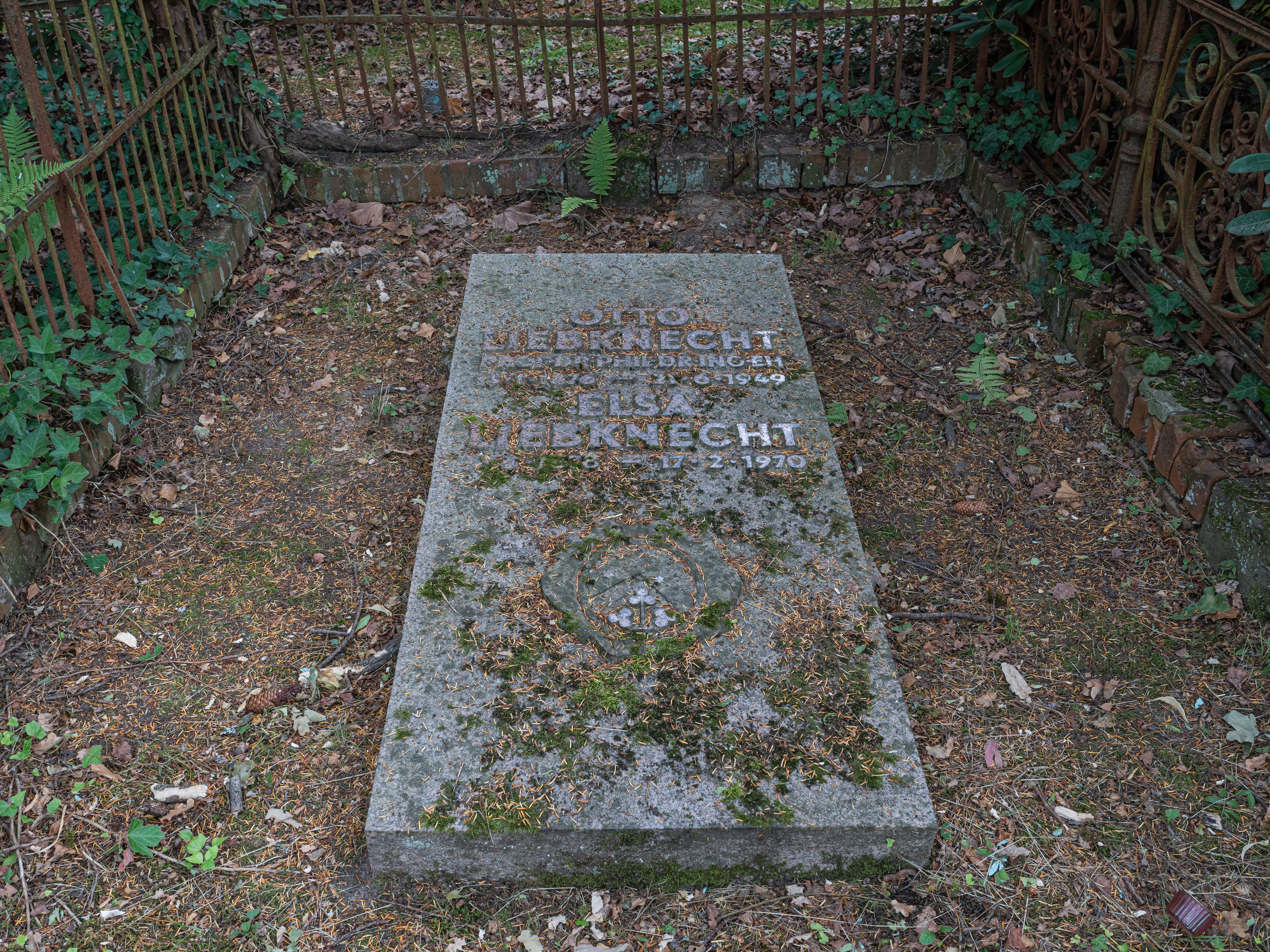
Grabplatte Liebknechts, Neuer Friedhof (Potsdam)

Von der neuen politischen Führung in der sowjetischen Besatzungszone, der SED, wurde er aufgrund seiner Herkunft und der Namensverbindung zu zwei der bekanntesten Protagonisten der Geschichte des Sozialismus in Deutschland protegiert. Auf Anregung von Wilhelm Pieck, dem späteren ersten (und einzigen) Staatspräsidenten der DDR, wurde Otto Liebknecht gegen Ende seines Lebens zum Professor der organischen und anorganischen Chemie an der im Ostsektor der Stadt befindlichen Friedrich-Wilhelms-Universität Berlin ernannt, die 1949 in Humboldt-Universität umbenannt wurde.
Liebknecht erlag wenig später, noch 1949, im Alter von 73 Jahren einem Krebsleiden.
Sein Sohn Kurt Liebknecht (1905–1994), promovierter Architekt, war von 1951 bis 1961 Präsident der Deutschen Bauakademie (DBA) in der DDR.

## Belege
1. ↑  Arthur Rosenheim, Otto Liebknecht: Zur Kenntniss der Jodsäure und Ueberjodsäure In: Justus Liebig’s Annalen der Chemie. 308, 1899, S. 104. doi:10.1002/jlac.18993080104.
2. ↑  biografischer Datensatz zu Kurt Liebknecht, online auf den Seiten der Bundesstiftung zur Aufarbeitung der SED-Diktatur (stiftung-aufarbeitung.de/wer-war-wer-in-der-ddr), abgerufen am 4. August 2012.

| Personendaten    | Personendaten                                               |
| ---------------- | ----------------------------------------------------------- |
| NAME             | Liebknecht, Otto                                            |
| ALTERNATIVNAMEN  | Liebknecht, August Wilhelm Otto Eduard (vollständiger Name) |
| KURZBESCHREIBUNG | deutscher Chemiker                                          |
| GEBURTSDATUM     | 13. Januar 1876                                             |
| GEBURTSORT       | Leipzig                                                     |
| STERBEDATUM      | 21. Juni 1949                                               |
| STERBEORT        | Berlin                                                      |